# New York Film Critics Circle Awards 2003
La 69ª edizione della cerimonia dei New York Film Critics Circle Awards, annunciata il 15 dicembre 2003, si è tenuta l'11 gennaio 2004 ed ha premiato i migliori film usciti nel corso del 2003.

## Vincitori e candidati

### Miglior film
- Il Signore degli Anelli - Il ritorno del re (The Lord of the Rings: The Return of the King), regia di Peter Jackson
- Mystic River, regia di Clint Eastwood
- American Splendor, regia di Shari Springer Berman e Robert Pulcini
- Lost in Translation - L'amore tradotto (Lost in Translation), regia di Sofia Coppola

### Miglior regista
- Sofia Coppola - Lost in Translation - L'amore tradotto (Lost in Translation)
- Peter Jackson - Il Signore degli Anelli - Il ritorno del re (The Lord of the Rings: The Return of the King)

### Miglior attore protagonista
- Bill Murray - Lost in Translation - L'amore tradotto (Lost in Translation)
- Sean Penn - Mystic River
- Jack Black - School of Rock

### Miglior attrice protagonista
- Hope Davis - American Splendor e The Secret Lives of Dentists
- Naomi Watts - 21 grammi (21 Grams)
- Charlize Theron - Monster

### Miglior attore non protagonista
- Eugene Levy - A Mighty Wind - Amici per la musica (A Mighty Wind)

### Miglior attrice non protagonista
- Shohreh Aghdashloo - La casa di sabbia e nebbia (House of Sand and Fog)

### Miglior sceneggiatura
- Craig Lucas - The Secret Lives of Dentists
- Steven Knight - Piccoli affari sporchi (Dirty Pretty Things)
- Sofia Coppola - Lost in Translation - L'amore tradotto (Lost in Translation)

### Miglior film in lingua straniera
- City of God (Cidade de Deus), regia di Fernando Meirelles e Katia Lund • Brazile/Francia/Stati Uniti d'America
- L'uomo senza passato (Mies vailla menneisyyttä), regia di Aki Kaurismäki • Finlandia

### Miglior film di saggistica
- Una storia americana - Capturing the Friedmans (Capturing the Friedmans), regia di Andrew Jarecki
- The Fog of War - La guerra secondo Robert McNamara (The Fog of War), regia di Errol Morris

### Miglior film d'animazione
- Appuntamento a Belleville (Les Triplettes de Belleville), regia di Sylvain Chomet
- Alla ricerca di Nemo (Finding Nemo), regia di Andrew Stanton e Lee Unkrich

### Miglior fotografia
- Harris Savides - Elephant e Gerry

### Miglior opera prima
- Shari Springer Berman e Robert Pulcini - American Splendor